# Bafwasende
Bafwasende är ett territorium i Kongo-Kinshasa. Det ligger i provinsen Tshopo, i den nordöstra delen av landet, 1 500 km öster om huvudstaden Kinshasa.